# Paula Klamburg
Paula Klamburg Roque (ur. 20 września 1989 w Barcelonie) – hiszpańska pływaczka synchroniczna, medalistka olimpijska z Londynu, ośmiokrotna medalistka mistrzostw świata.
W 2012 startowała w letnich igrzyskach olimpijskich w Londynie, biorąc tam udział w rywalizacji drużyn. W tej konkurencji Hiszpanka wywalczyła brązowy medal dzięki rezultatowi 193,12 pkt.
Począwszy od 2009 roku, czterokrotnie startowała w mistrzostwach świata – medale zdobywała na czempionatach w Rzymie (1 złoty, 2 srebrne), Szanghaju (2 brązowe) i Barcelonie (3 srebrne). W latach 2010–2014 na mistrzostwach Europy (Budapeszt, Eindhoven, Berlin) wywalczyła sześć medali, w tym dwa złote.